# Gott mit uns (album)
Gott mit uns – trzeci album studyjny austriackiego zespołu Kreuzweg Ost, wydany 9 stycznia 2012 roku przez wytwórnię Cold Spring Records.
Inaczej niż w przypadku poprzednich wydawnictw grupy, inspiracją dla albumu jest religia, w szczególności chrześcijaństwo. Źródłem sampli jest m.in. film Pasja (utwór Calvaria). Również w warstwie muzycznej twórcy sięgają po nowe środki wyrazu, m.in. śpiew alikwotowy (lub jego elektroniczna imitacja) w utworze Exitus In Paradisum.

## Lista utworów
1. „Exitus In Paradisum” – 8:39
2. „Calvaria” – 7:51
3. „Stammen” – 8:11
4. „Heiliger Gehorsam” – 7:36
5. „Thy Will Be Done” – 9:23
6. „Black Moon” – 7:48
7. „Geh mit Gott” – 7:48
8. „Feuertaufe” – 7:21
9. „Geistige Emigration” – 2:11